# Andreea Mitu
Pour les articles homonymes, voir Mitu.
Andreea Mitu, née le 22 septembre 1991 à Bucarest, est une joueuse de tennis roumaine.

## Carrière
Sur le circuit ITF, elle possède 19 titres en simple et 21 en double.
En avril 2015, lors de la rencontre de Fed Cup opposant la Roumanie au Canada et alors que les deux équipes sont à égalité (1 à 1), elle remporte son match contre Eugenie Bouchard, et participe ainsi au retour de son pays dans le groupe mondial I pour la première fois depuis 1992.
En 2016, elle remporte avec la Turque İpek Soylu son premier titre en double sur le circuit WTA au tournoi d'Istanbul.

## Palmarès

### Titres en double dames
| No | Date       | Nom et lieu du tournoi                  | Catégorie | Dotation  | Surface      | Partenaire         | Finalistes                             | Score            |          |
| -- | ---------- | --------------------------------------- | --------- | --------- | ------------ | ------------------ | -------------------------------------- | ---------------- | -------- |
| 1  | 18-04-2016 | TEB BNP Paribas Istanbul Cup Istanbul   | Intern'l  | 250 000 $ | Terre (ext.) | İpek Soylu         | Xenia Knoll Danka Kovinić              | Forfait          | Parcours |
| 2  | 18-07-2016 | Ericsson Open Båstad                    | Intern'l  | 250 000 $ | Terre (ext.) | Alicja Rosolska    | Lesley Kerkhove Lidziya Marozava       | 6-3, 7-5         | Parcours |
| 3  | 16-07-2018 | BRD Bucharest Open Bucarest             | Intern'l  | 226 750 $ | Terre (ext.) | Irina-Camelia Begu | Danka Kovinić Maryna Zanevska          | 6-3, 6-4         | Parcours |
| 4  | 08-04-2019 | Samsung Open presented by Cornèr Lugano | Intern'l  | 226 750 $ | Terre (ext.) | Sorana Cîrstea     | Veronika Kudermetova Galina Voskoboeva | 1-6, 6-2, [10-8] | Parcours |

### Finale en double dames
| No | Date       | Nom et lieu du tournoi      | Catégorie | Dotation  | Surface      | Vainqueures                      | Partenaire         | Score    |          |
| -- | ---------- | --------------------------- | --------- | --------- | ------------ | -------------------------------- | ------------------ | -------- | -------- |
| 1  | 13-07-2015 | BRD Bucharest Open Bucarest | Intern'l  | 250 000 $ | Terre (ext.) | Oksana Kalashnikova Demi Schuurs | Patricia Maria Țig | 6-2, 6-2 | Parcours |

### Titre en double en WTA 125
| No | Date       | Nom et lieu du tournoi | Catégorie | Dotation    | Surface      | Partenaire       | Finalistes                             | Score    |          |
| -- | ---------- | ---------------------- | --------- | ----------- | ------------ | ---------------- | -------------------------------------- | -------- | -------- |
| 1  | 29-08-2020 | Prague Open Prague     | WTA 125   | 3 125 000 $ | Terre (ext.) | Lidziya Marozava | Giulia Gatto-Monticone Nadia Podoroska | 6-4, 6-4 | Parcours |

## Parcours en Grand Chelem

### En simple dames
| Année | Open d'Australie | Open d'Australie          | Internationaux de France | Internationaux de France | Wimbledon       | Wimbledon           | US Open         | US Open            |
| ----- | ---------------- | ------------------------- | ------------------------ | ------------------------ | --------------- | ------------------- | --------------- | ------------------ |
| 2012  | —                | —                         | —                        | —                        | —               | —                   | Q2              | Maria Sanchez      |
| 2013  | Q2               | Michelle Larcher de Brito | Q2                       | Stephanie Vogt           | Q2              | Maria Elena Camerin | Q2              | Maria João Koehler |
| 2014  | Q2               | Zarina Diyas              | Q1                       | Tamira Paszek            | 1er tour (1/64) | Agnieszka Radwańska | Q1              | Françoise Abanda   |
| 2015  | Q2               | Hiroko Kuwata             | 1/8 de finale            | A. Van Uytvanck          | 1er tour (1/64) | Olga Govortsova     | 1er tour (1/64) | Tereza Smitková    |
| 2016  | 1er tour (1/64)  | Julia Görges              | Q3                       | Viktorija Golubic        | Q2              | Irina Khromacheva   | Q1              | Barbara Haas       |
|       |                  |                           |                          |                          |                 |                     |                 |                    |
| 2024  | Q1               | Talia Gibson              | Q1                       | Léolia Jeanjean          | Q1              | Maya Joint          | —               | —                  |

N.B. : à droite du résultat se trouve le nom de l'ultime adversaire.

### En double dames
| Année | Open d'Australie        | Open d'Australie         | Internationaux de France      | Internationaux de France  | Wimbledon                     | Wimbledon                  | US Open                    | US Open                |
| ----- | ----------------------- | ------------------------ | ----------------------------- | ------------------------- | ----------------------------- | -------------------------- | -------------------------- | ---------------------- |
| 2015  | —                       | —                        | —                             | —                         | —                             | —                          | 1er tour (1/32) T. Pereira | T. Babos K. Mladenovic |
| 2016  | —                       | —                        | —                             | —                         | —                             | —                          | 1er tour (1/32) A. Krunić  | M. Erakovic A. Parra   |
|       |                         |                          |                               |                           |                               |                            |                            |                        |
| 2019  | —                       | —                        | 1er tour (1/32) Y. Putintseva | D. Kasatkina A. Kontaveit | 1er tour (1/32) P. Parmentier | D. Collins B. Mattek-Sands | —                          | —                      |
| 2020  | —                       | —                        | 1/8 de finale P.M. Țig        | T. Babos K. Mladenovic    | Annulé                        | Annulé                     | —                          | —                      |
| 2021  | 2e tour (1/16) R. Olaru | L. Kichenok J. Ostapenko | 2e tour (1/16) Y. Putintseva  | N. Melichar D. Schuurs    | 2e tour (1/16) M. Niculescu   | C. Dolehide S. Sanders     | 2e tour (1/16) I.C. Begu   | C. Dolehide S. Sanders |

N.B. : le nom de la partenaire se trouve sous le résultat ; le nom des ultimes adversaires se trouve à droite.

## Parcours en «Premier Mandatory» et «Premier 5»
Découlant d'une réforme du circuit WTA inaugurée en 2009, les tournois WTA « Premier Mandatory » et « Premier 5 » constituent les catégories d'épreuves les plus prestigieuses, après les quatre levées du Grand Chelem.

### En simple dames
| Année |              | Premier Mandatory | Premier Mandatory | Premier Mandatory            | Premier Mandatory |       | Premier 5 | Premier 5 | Premier 5  | Premier 5 | Premier 5 | Premier 5 | Premier 5 |
| Année | Indian Wells | Miami             | Madrid            | Pékin                        |                   | Dubaï | Rome      | Canada    | Cincinnati |           | Tokyo     |           |           |
| Année | Indian Wells | Miami             | Madrid            | Pékin                        |                   | Doha  | Rome      | Canada    | Cincinnati |           | Wuhan     |           |           |
| Année | Indian Wells | Miami             | Madrid            | Pékin                        |                   |       | Rome      | Canada    | Cincinnati |           |           |           |           |
| 2015  |              |                   |                   | 1er tour (1/32) V. Lepchenko |                   |       |           |           |            |           |           |           |           |

Sous le résultat, l’ultime adversaire.

## Parcours aux Jeux olympiques

### En simple dames
| # | Date       | Nom de l'olympiade                  | Surface    | Résultat        | Ultime adversaire | Score    |          |
| - | ---------- | ----------------------------------- | ---------- | --------------- | ----------------- | -------- | -------- |
| 1 | 06/08/2016 | Olympic Tennis Event Rio de Janeiro | Dur (ext.) | 1er tour (1/32) | Garbiñe Muguruza  | 6-2, 6-2 | Parcours |

### En double dames
| # | Date       | Nom de l'olympiade                  | Surface    | Résultat      | Partenaire   | Ultimes adversaires              | Score    |          |
| - | ---------- | ----------------------------------- | ---------- | ------------- | ------------ | -------------------------------- | -------- | -------- |
| 1 | 06/08/2016 | Olympic Tennis Event Rio de Janeiro | Dur (ext.) | 2e tour (1/8) | Raluca Olaru | Ekaterina Makarova Elena Vesnina | 6-1, 6-4 | Parcours |

## Parcours en Fed Cup
| #                                                                        | Date       | Lieu        | Surface    | Gagnante(s)                        | Perdante(s)               | Score            |          |
| ------------------------------------------------------------------------ | ---------- | ----------- | ---------- | ---------------------------------- | ------------------------- | ---------------- | -------- |
|                                                                          |            |             |            |                                    |                           |                  |          |
| 2015 - Barrage (groupe mondial I) - Canada - Roumanie - 2 : 3            |            |             |            |                                    |                           |                  |          |
| 1                                                                        | 18/04/2015 | Montréal    | Dur (int.) | Andreea Mitu                       | Eugenie Bouchard          | 4-6, 6-4, 6-1    | Parcours |
| 1                                                                        | 18/04/2015 | Montréal    | Dur (int.) | Gabriela Dabrowski Sharon Fichman  | Andreea Mitu Raluca Olaru | 6-1, 4-6, [10-5] | Parcours |
|                                                                          |            |             |            |                                    |                           |                  |          |
| 2016 - 1er tour (groupe mondial) - Roumanie - République tchèque - 2 : 3 |            |             |            |                                    |                           |                  |          |
| 2                                                                        | 06/02/2016 | Cluj-Napoca | Dur (int.) | Karolína Plíšková Barbora Strýcová | Andreea Mitu Raluca Olaru | 6-2, 6-3         | Parcours |

## Classements WTA en fin de saison
| Année          | 2006 | 2007 | 2008 | 2009 | 2010 | 2011 | 2012 | 2013 | 2014 | 2015 | 2016 | 2017 | 2018 | 2019 | 2020 | 2021 | 2022 | 2023 | 2024 |
| Rang en simple | 972  | 503  | 680  | 610  | 471  | 325  | 198  | 179  | 121  | 94   | 247  | 428  | 653  | 532  | 521  | 727  | 732  | 264  | 367  |
| Rang en double | –    | –    | 461  | 542  | 467  | 505  | 269  | 386  | 199  | 156  | 77   | 506  | 171  | 114  | 92   | 98   | 428  | 219  | 216  |

Source : (en) Classements de Andreea Mitu sur le site officiel de la Fédération internationale de tennis